# The Diabolikal Super-Kriminal
The Diabolikal Super-Kriminal è un film-documentario del 2007 diretto da Ss-Sunda.
Pellicola di genere pop, horror e storico, dove si ricostruisce la storia editoriale del fotoromanzo Killing, pubblicato dalla Ponzoni Editore di Milano dal 1966 al 1969.

## Trama
Il film si apre come un'inchiesta sulla presunta censura in Italia per mano della Chiesa e della Democrazia Cristiana dalla seconda guerra mondiale fino all'inizio degli anni sessanta quando film come Rocco e i suoi fratelli di Visconti e La dolce vita di Fellini avrebbero iniziato a infrangere le regole sulla morale pubblica e i tabù sessuali del periodo.
Dopo questa introduzione raccontata dal regista e scrittore Corrado Farina, si passa a documentare il quasi contemporaneo boom del Fumetto Nero italiano - avuto grazie a personaggi come Kriminal, Satanik e Diabolik in primis, ma anche grazie ad altri prodotti editoriali minori - con interviste ad alcuni specialisti del settore come Mario Gomboli (Astorina), Antonio Vianovi (Glamour International), i fumettisti Massimo Semerano e Giovanni Romanini e il redattore della defunta Ponzoni Editore Giancarlo Carelli, per giungere quindi alla selvaggia ondata dei primi e veri fumetti erotici italiani, nati dopo il successo mondiale di Barbarella, metà anni sessanta circa, con testate come Selene, Isabella, Goldrake e via dicendo.
Si passa quindi alla genesi editoriale che portò alla creazione di Killing con filmati di repertorio, dove compare anche il regista della serie Rosario Borelli e il fotografo Lorenzo Papi (ai tempi fotografo di scena di Roberto Rossellini) e radio giornali d'epoca. Qui le testimonianze sono affidate ad una serie di attori che parteciparono al progetto come Liliana Chiari, il "Tarzan italiano" Vito Fornari, Federico Boido, Gabriella Giorgelli, Paul Müller e Erna Schürer, nonché ai ricordi di Giancarlo Borelli, figlio del regista Rosario, e a Donatella Papi, figlia del fotografo Lorenzo, il parere del regista cinematografico Romano Scavolini che usò Rosario Borelli come attore in alcuni suoi film, le memorie del grafico della collana Giulio Oggioni e le stime del fotografo di fotoromanzi Carlo Caso.
Ogni tanto nel film compare anche un intervistato accreditato come "Mister X" filmato fuori fuoco e con voce distorta. Nonché delle fiction in 16 mm che vedono Killing vestirsi e seviziare vittime e immagini di repertorio varie.
Subito dopo che si passa ad analizzare la qualità del fotoromanzo e le innovazioni che portò ed il suo successo immediato di vendite, con un accenno anche alla versione francese chiamata Satanik, grazie alle testimonianze dei soliti più il nuovo intervistato Franco Frescura in veste di sceneggiatore di altri fumetti per la Ponzoni Editore, e filmati di repertorio in 8mm girati all'interno della casa editrice, veniamo a sapere chi invece era l'autore delle storie non accreditato all'interno della testata: un lavoro di squadra tra Attilio Mazzanti, Rocco Molinari e Luigi Naviglio.
Breve sintesi sugli altri due fotoromanzi che Rosario Borelli diresse dopo la chiusura forzata di Killing: Le Avventure di Don Archer sono una sorta di noir hard-boiled interpretato da Alberto Farnese con Ponzoni sempre in veste di editore; Wampir è un horror a tinte osé interpretato da Liliana Chiari e pubblicato da un editore minore.

## Produzione

### Riprese
Secondo quanto riporta Internet Movie Database, il film è stato girato in digitale e in 16 millimetri, in più tutti i materiali di repertorio anni '60 vengono da fonti in 8 mm; le riprese si sono svolte dal dicembre 2005 ad aprile 2007 a Roma e provincia, Milano e provincia, Bologna, Puglia e Liguria.

### Cast assente
I titoli di coda riportano anche una serie di persone che non hanno accettato di partecipare al film come Carlo Rambaldi e l'amministratore della Ponzoni Editore più attori e attrici come George Hilton, Luciana Paoli e molti altri. Comunque tutti gli attori e attrici in vita, come anche quelli defunti, che parteciparono al fotoromanzo sono stati ugualmente inseriti nel film con immagini di repertorio prese dagli albi di Killing e citati dagli intervistati.

## Colonna sonora
La colonna sonora è stata composta e diretta quasi interamente dal musicista argentino El Reverendo M. Altri brani - sempre originali - sono stati composti e diretti da Mirco Martelli e dalla Charles Hall E. Band di New York. Le sonorità delle musiche - a parte il brano del gruppo americano - sono interamente di genere industrial ed elettronico. L'etichetta discografica Cinedelic Records, specializzata in colonne sonore, ha raccolto e distribuito tutti i brani del film sia in CD che in digital download.

## Distribuzione
Il film è uscito in anteprima mondiale il 1 novembre 2007 al Ravenna Nightmare Film Fest dove fuori concorso ha vinto il "Premio Del Pubblico" come "Miglior Film". Di seguito è stato distribuito dalla stessa casa di produzione per un anno e mezzo in alcuni cinema d'essai d'Italia. Dopo varie proiezioni internazionali in Spagna e Svizzera e ancora Italia presso piccoli Festival Cinematografici di Cinema di Genere, l'11 ottobre 2008 è stato proiettato come Evento Speciale al Mantitoba Comic Con and Sci-Fi Expo in Canada ed infine il 25 luglio 2009 al San Diego Comic-Con International dove ha vinto una Menzione Speciale come "Miglior Documentario sui Fumetti".
Nel 2010 la Cecchi Gori Home Video ha distribuito il film in DVD all'interno della Collana Cine-Kult diretta da Manlio Gomarasca per Nocturno Cinema.

## Accoglienza

### Critica
- «Ss-Sunda mette ora a segno una splendida operazione che unisce profondo amore cinefilo e attenta ricostruzione storica» Davide Pulici su Noctuno Cinema n. 63, ottobre 2007;
- «Mai un documentario è stato così horror» Roy Menarini su Il Corriere Della Sera del 9 gennaio 2008;
- «The Diabolikal Super-Kriminal non si fa mai revival nostalgico, grazie ad uno stile antitelevisivo (originale la rielaborazione dei punti macchina per le interviste) e alla volontà di modulare tempi e spazi di un certo cinema di genere applicandoli al documentaristico» Davide Turrini su Liberazione del 9 gennaio 2008;
- «A oltre 40 anni di distanza il regista e fumettista Ss-Sunda ha dedicato a Killing, sua vecchia passione, uno straordinario documentario [...] come un'avventurosa storia di quegli anni con le testimonianze di chi ne fu partecipe» Antonio Veneziani su Blue n.188, marzo 2008;

## Riconoscimenti
- Ravenna Nightmare Film Fest 2007, Ravenna, Italia
- San Diego Comic-Con International 2009, San Diego, Stati Uniti

## Influenza culturale
Dopo il film il fotoromanzo Killing è in qualche modo arrivato all'attenzione dei media. Infatti sono usciti vari articoli, sia in rete che su riviste e libri, dove non si faceva altro che "decalcare" quanto detto nel documentario.
Nel 2010 il regista Ss-Sunda insieme al distributore americano del film, il fumettista Mort Todd, hanno rimontato e riscritto interamente i testi, cambiando completamente il senso delle storie, a tre numeri originali di Killing per una miniserie di 3 numeri intitolata Sadistik: Crimine & Droga pubblicata in Italia dalla EF Edizioni di Milano, e negli Stati Uniti dalla Comic Fix di Mort Todd.
Nell'estate 2011 Cronaca Vera ha pubblicato una storia di Killing divisa in episodi per tutta l'estate.
In Turchia Killing fu protagonista di ben 12 film bootleg girati tra il 1967 al 1975, poi la serie s'interruppe per rinascere solo tra il 2008 e 2012 con tre nuovi film diretti da Esat Şekeroğlu e prodotti da un canale televisivo.